# Lijst van senatoren uit Alabama

Zegel van de staat Alabama

Dit is een lijst van de senatoren voor de Amerikaanse staat Alabama. De senatoren voor Alabama zijn ingedeeld als Klasse II en Klasse III. De twee huidige senatoren voor Alabama zijn: Tommy Tuberville senator sinds 2021 de (senior senator) en Katie Britt senator sinds 2023 de (junior senator), beiden lid van de Republikeinse Partij. 
Prominenten die hebben gediend als senator voor Alabama zijn onder anderen: William Rufus King (later vicepresident), Benjamin Fitzpatrick (prominent politicus), Clement Clay jr. (prominent politicus), Braxton Comer (prominent politicus), John Sparkman (genomineerd vicepresidentskandidaat), Jeff Sessions (later minister van Justitie), Israel Pickens (prominent politicus), Clement Clay sr. (prominent politicus), Oscar Underwood (Democratisch partijleider in de senaat van 1920 tot 1923), Hugo Black (later rechter voor het Hooggerechtshof) en Richard Shelby (prominent politicus),

## Klasse II
| Nr.                                                          | Senator voor Alabama Senator from Alabama | Senator voor Alabama Senator from Alabama | Senator voor Alabama Senator from Alabama | Ambtstermijn     | Ambtstermijn     | Partij(en)   | Verkiezing(en) |
| ------------------------------------------------------------ | ----------------------------------------- | ----------------------------------------- | ----------------------------------------- | ---------------- | ---------------- | ------------ | -------------- |
| 1                                                            |                                           | William Rufus King                        | William Rufus King (1786–1853)            | 15 december 1819 | 15 april 1844    | DR (1819–28) | 1819           |
| 1                                                            | 1822                                      | William Rufus King                        | William Rufus King (1786–1853)            | 15 december 1819 | 15 april 1844    | DR (1819–28) |                |
| 1                                                            |                                           | William Rufus King                        | William Rufus King (1786–1853)            | 15 december 1819 | 15 april 1844    | D (1828–44)  | 1828           |
| 1                                                            | 1834                                      | William Rufus King                        | William Rufus King (1786–1853)            | 15 december 1819 | 15 april 1844    | D (1828–44)  |                |
| 1                                                            | 1840                                      | William Rufus King                        | William Rufus King (1786–1853)            | 15 december 1819 | 15 april 1844    | D (1828–44)  |                |
| Vacant                                                       |                                           |                                           |                                           |                  |                  |              |                |
| 2                                                            |                                           | Dixon Lewis                               | Dixon Lewis (1802–1848)                   | 22 april 1844    | 24 oktober 1848  | D            |                |
| 2                                                            | D                                         | Dixon Lewis                               | Dixon Lewis (1802–1848)                   | 22 april 1844    | 24 oktober 1848  | 1847         |                |
| Vacant                                                       |                                           |                                           |                                           |                  |                  | 1847         |                |
| 3                                                            |                                           | Benjamin Fitzpatrick                      | Benjamin Fitzpatrick (1802–1869)          | 25 november 1848 | 30 november 1849 | 1847         | D              |
| 4                                                            |                                           | Jeremiah Clemens                          | Jeremiah Clemens (1814–1865)              | 30 november 1849 | 4 maart 1853     | D            | 1849           |
| Vacant                                                       |                                           |                                           |                                           |                  |                  |              |                |
| 5                                                            |                                           | Clement Clay jr.                          | Clement Clay jr. (1816–1882)              | 30 november 1853 | 20 januari 1861  | D            | 1853           |
| 5                                                            | 1858                                      | Clement Clay jr.                          | Clement Clay jr. (1816–1882)              | 30 november 1853 | 20 januari 1861  | D            |                |
| Vacant                                                       |                                           |                                           |                                           |                  |                  |              |                |
| Vacant Toegetreden tot de Geconfedereerde Staten van Amerika |                                           |                                           |                                           |                  |                  |              |                |
| 6                                                            |                                           | Willard Warner                            | Willard Warner (1826–1906)                | 13 juli 1868     | 4 maart 1871     | R            | 1868           |
| 7                                                            |                                           | George Goldthwaite                        | George Goldthwaite (1809–1879)            | 4 maart 1871     | 4 maart 1877     | D            | 1870           |
| 8                                                            |                                           | John Morgan                               | John Morgan (1824–1907)                   | 4 maart 1877     | 11 juni 1907     | D            | 1876           |
| 8                                                            | 1882                                      | John Morgan                               | John Morgan (1824–1907)                   | 4 maart 1877     | 11 juni 1907     | D            |                |
| 8                                                            | 1888                                      | John Morgan                               | John Morgan (1824–1907)                   | 4 maart 1877     | 11 juni 1907     | D            |                |
| 8                                                            | 1894                                      | John Morgan                               | John Morgan (1824–1907)                   | 4 maart 1877     | 11 juni 1907     | D            |                |
| 8                                                            | 1900                                      | John Morgan                               | John Morgan (1824–1907)                   | 4 maart 1877     | 11 juni 1907     | D            |                |
| 8                                                            | 1906                                      | John Morgan                               | John Morgan (1824–1907)                   | 4 maart 1877     | 11 juni 1907     | D            |                |
| Vacant                                                       |                                           |                                           |                                           |                  |                  |              |                |
| 9                                                            |                                           | John Bankhead I                           | John Bankhead I (1842–1920)               | 18 juni 1907     | 1 maart 1920     | D            |                |
| 9                                                            | 1907                                      | John Bankhead I                           | John Bankhead I (1842–1920)               | 18 juni 1907     | 1 maart 1920     | D            |                |
| 9                                                            | 1911                                      | John Bankhead I                           | John Bankhead I (1842–1920)               | 18 juni 1907     | 1 maart 1920     | D            |                |
| 9                                                            | 1918                                      | John Bankhead I                           | John Bankhead I (1842–1920)               | 18 juni 1907     | 1 maart 1920     | D            |                |
| Vacant                                                       |                                           |                                           |                                           |                  |                  |              |                |
| 10                                                           |                                           | Braxton Comer                             | Braxton Comer (1848–1927)                 | 5 maart 1920     | 1 november 1920  | D            |                |
| 11                                                           |                                           | James Heflin                              | James Heflin (1869–1951)                  | 1 november 1920  | 4 maart 1931     | D            | 1920           |
| 11                                                           | 1924                                      | James Heflin                              | James Heflin (1869–1951)                  | 1 november 1920  | 4 maart 1931     | D            |                |
| 12                                                           |                                           | John Bankhead II                          | John Bankhead II (1872–1946)              | 4 maart 1931     | 12 juni 1946     | D            | 1930           |
| 12                                                           | 1911                                      | John Bankhead II                          | John Bankhead II (1872–1946)              | 4 maart 1931     | 12 juni 1946     | D            |                |
| 12                                                           | 1936                                      | John Bankhead II                          | John Bankhead II (1872–1946)              | 4 maart 1931     | 12 juni 1946     | D            |                |
| 12                                                           | 1942                                      | John Bankhead II                          | John Bankhead II (1872–1946)              | 4 maart 1931     | 12 juni 1946     | D            |                |
| Vacant                                                       |                                           |                                           |                                           |                  |                  |              |                |
| 13                                                           |                                           | George Swift                              | George Swift (1887–1972)                  | 16 juni 1946     | 6 november 1946  | D            |                |
| 14                                                           |                                           | John Sparkman                             | John Sparkman (1899–1985)                 | 6 november 1946  | 3 januari 1979   | D            | 1946           |
| 14                                                           | 1948                                      | John Sparkman                             | John Sparkman (1899–1985)                 | 6 november 1946  | 3 januari 1979   | D            |                |
| 14                                                           | 1954                                      | John Sparkman                             | John Sparkman (1899–1985)                 | 6 november 1946  | 3 januari 1979   | D            |                |
| 14                                                           | 1960                                      | John Sparkman                             | John Sparkman (1899–1985)                 | 6 november 1946  | 3 januari 1979   | D            |                |
| 14                                                           | 1966                                      | John Sparkman                             | John Sparkman (1899–1985)                 | 6 november 1946  | 3 januari 1979   | D            |                |
| 14                                                           | 1972                                      | John Sparkman                             | John Sparkman (1899–1985)                 | 6 november 1946  | 3 januari 1979   | D            |                |
| 16                                                           |                                           | Howell Heflin                             | Howell Heflin (1921–2005)                 | 3 januari 1979   | 3 januari 1997   | D            | 1978           |
| 16                                                           | 1984                                      | Howell Heflin                             | Howell Heflin (1921–2005)                 | 3 januari 1979   | 3 januari 1997   | D            |                |
| 16                                                           | 1990                                      | Howell Heflin                             | Howell Heflin (1921–2005)                 | 3 januari 1979   | 3 januari 1997   | D            |                |
| 17                                                           |                                           | Jeff Sessions                             | Jeff Sessions (1946)                      | 3 januari 1997   | 8 februari 2017  | R            | 1996           |
| 17                                                           | 2002                                      | Jeff Sessions                             | Jeff Sessions (1946)                      | 3 januari 1997   | 8 februari 2017  | R            |                |
| 17                                                           | 2008                                      | Jeff Sessions                             | Jeff Sessions (1946)                      | 3 januari 1997   | 8 februari 2017  | R            |                |
| 17                                                           | 2014                                      | Jeff Sessions                             | Jeff Sessions (1946)                      | 3 januari 1997   | 8 februari 2017  | R            |                |
| 18                                                           |                                           | Luther Strange                            | Luther Strange (1953)                     | 8 februari 2017  | 3 januari 2018   | R            |                |
| 19                                                           |                                           | Doug Jones                                | Doug Jones (1954)                         | 3 januari 2018   | 3 januari 2021   | D            | 2018           |
| 20                                                           |                                           | Tommy Tuberville                          | Tommy Tuberville (1954)                   | 3 januari 2021   | heden            | R            | 2020           |

## Klasse III
| Nr.                                                          | Senator voor Alabama Senator from Alabama | Senator voor Alabama Senator from Alabama | Senator voor Alabama Senator from Alabama | Ambtstermijn     | Ambtstermijn     | Partij(en)   | Verkiezing(en) |
| ------------------------------------------------------------ | ----------------------------------------- | ----------------------------------------- | ----------------------------------------- | ---------------- | ---------------- | ------------ | -------------- |
| 1                                                            |                                           | John Williams Walker                      | John Williams Walker (1783–1823)          | 15 december 1819 | 12 december 1822 | DR           | 1819           |
| 2                                                            |                                           |                                           | William Kelly (1786–1834)                 | 12 december 1822 | 4 maart 1825     | DR           | 1822           |
| 3                                                            |                                           | Henry Chambers                            | Henry Chambers (1790–1826)                | 4 maart 1825     | 24 january 1826  | DR           | 1825           |
| Vacant                                                       |                                           |                                           |                                           |                  |                  |              | 1825           |
| 4                                                            |                                           | Israel Pickens                            | Israel Pickens (1780–1869)                | 16 february 1826 | 26 november 1826 | DR           | 1825           |
| 5                                                            |                                           | John McKinley                             | John McKinley (1780–1852)                 | 26 november 1826 | 4 maart 1831     | DR (1828–28) | 1826           |
| 5                                                            | D (1828–31)                               | John McKinley                             | John McKinley (1780–1852)                 | 26 november 1826 | 4 maart 1831     |              | 1826           |
| 6                                                            |                                           | Gabriel Moore                             | Gabriel Moore (1785–1845)                 | 4 maart 1831     | 4 maart 1837     | D (1831)     | 1831           |
| 6                                                            | NR (1831–33)                              | Gabriel Moore                             | Gabriel Moore (1785–1845)                 | 4 maart 1831     | 4 maart 1837     |              | 1831           |
| 6                                                            | W (1833–37)                               | Gabriel Moore                             | Gabriel Moore (1785–1845)                 | 4 maart 1831     | 4 maart 1837     |              | 1831           |
| 7                                                            |                                           | John McKinley                             | John McKinley (1780–1852)                 | 4 maart 1837     | 22 april 1837    | D            | 1837 (1)       |
| Vacant                                                       |                                           |                                           |                                           |                  |                  |              | 1837 (1)       |
| 8                                                            |                                           | Clement Comer Clay                        | Clement Comer Clay (1789–1866)            | 17 juli 1837     | 15 november 1841 | D            | 1837 (2)       |
| Vacant                                                       |                                           |                                           |                                           |                  |                  |              | 1837 (2)       |
| 9                                                            |                                           | Arthur Bagby                              | Arthur Bagby (1794–1858)                  | 24 november 1841 | 16 juni 1848     | D            | 1841           |
| 9                                                            | 1842                                      | Arthur Bagby                              | Arthur Bagby (1794–1858)                  | 24 november 1841 | 16 juni 1848     | D            |                |
| Vacant                                                       |                                           |                                           |                                           |                  |                  |              |                |
| 10                                                           |                                           | William Rufus King                        | William Rufus King (1786–1853)            | 1 juli 1848      | 20 december 1852 | D            |                |
| 10                                                           | D                                         | William Rufus King                        | William Rufus King (1786–1853)            | 1 juli 1848      | 20 december 1852 | 1848 (1)     |                |
| 10                                                           | D                                         | William Rufus King                        | William Rufus King (1786–1853)            | 1 juli 1848      | 20 december 1852 | 1848 (2)     |                |
| Vacant                                                       |                                           |                                           |                                           |                  |                  |              |                |
| 11                                                           |                                           | Benjamin Fitzpatrick                      | Benjamin Fitzpatrick (1802–1869)          | 13 januari 1853  | 4 maart 1855     | D            | 1853           |
| Vacant                                                       |                                           |                                           |                                           |                  |                  |              |                |
| (11)                                                         |                                           | Benjamin Fitzpatrick                      | Benjamin Fitzpatrick (1802–1869)          | 25 november 1855 | 20 januari 1861  | D            | 1855           |
| Vacant                                                       |                                           |                                           |                                           |                  |                  |              | 1855           |
| Vacant Toegetreden tot de Geconfedereerde Staten van Amerika |                                           |                                           |                                           |                  |                  |              |                |
| 12                                                           |                                           | George Spencer                            | George Spencer (1836–1893)                | 14 juli 1868     | 4 maart 1879     | R            | 1868           |
| 12                                                           | 1872                                      | George Spencer                            | George Spencer (1836–1893)                | 14 juli 1868     | 4 maart 1879     | R            |                |
| 13                                                           |                                           | George Houston                            | George Houston (1811–1879)                | 4 maart 1879     | 31 december 1879 | D            | 1879           |
| Vacant                                                       |                                           |                                           |                                           |                  |                  |              | 1879           |
| 14                                                           |                                           | Luke Pryor                                | Luke Pryor (1820–1900)                    | 8 januari 1880   | 24 november 1880 | D            | 1879           |
| 15                                                           |                                           | James Pugh                                | James Pugh (1820–1907)                    | 24 november 1880 | 4 maart 1897     | D            | 1880           |
| 15                                                           | 1884                                      | James Pugh                                | James Pugh (1820–1907)                    | 24 november 1880 | 4 maart 1897     | D            |                |
| 15                                                           | 1890                                      | James Pugh                                | James Pugh (1820–1907)                    | 24 november 1880 | 4 maart 1897     | D            |                |
| 16                                                           |                                           | Edmund Pettus                             | Edmund Pettus (1821–1907)                 | 4 maart 1897     | 27 juli 1907     | D            | 1897           |
| 16                                                           | 1903                                      | Edmund Pettus                             | Edmund Pettus (1821–1907)                 | 4 maart 1897     | 27 juli 1907     | D            |                |
| 16                                                           | 1907 (1)                                  | Edmund Pettus                             | Edmund Pettus (1821–1907)                 | 4 maart 1897     | 27 juli 1907     | D            |                |
| Vacant                                                       |                                           |                                           |                                           |                  |                  |              |                |
| 17                                                           |                                           | Joseph Forney Johnston                    | Joseph Forney Johnston (1843–1913)        | 7 augustus 1907  | 8 augustus 1913  | D            | 1907 (2)       |
| 17                                                           | 1903 (1)                                  | Joseph Forney Johnston                    | Joseph Forney Johnston (1843–1913)        | 7 augustus 1907  | 8 augustus 1913  | D            |                |
| Vacant                                                       |                                           |                                           |                                           |                  |                  |              |                |
| Vacant                                                       |                                           |                                           |                                           |                  |                  |              |                |
| 18                                                           |                                           | Frank White                               | Frank White (1847–1922)                   | 12 mei 1914      | 4 maart 1915     | D            | 1914           |
| 19                                                           |                                           | Oscar Underwood                           | Oscar Underwood (1862–1929)               | 4 maart 1915     | 4 maart 1927     | D            | 1914           |
| 19                                                           | 1920                                      | Oscar Underwood                           | Oscar Underwood (1862–1929)               | 4 maart 1915     | 4 maart 1927     | D            |                |
| 20                                                           |                                           | Hugo Black                                | Hugo Black (1886–1971)                    | 4 maart 1927     | 20 augustus 1937 | D            | 1926           |
| 20                                                           | 1932                                      | Hugo Black                                | Hugo Black (1886–1971)                    | 4 maart 1927     | 20 augustus 1937 | D            |                |
| 21                                                           |                                           | Dixie Bibb Graves                         | Dixie Bibb Graves (1882–1965)             | 20 augustus 1937 | 10 januari 1938  | D            |                |
| 22                                                           |                                           | Lister Hill                               | Lister Hill (1894–1984)                   | 10 januari 1938  | 3 januari 1969   | D            |                |
| 22                                                           | D                                         | Lister Hill                               | Lister Hill (1894–1984)                   | 10 januari 1938  | 3 januari 1969   | 1938 (1)     |                |
| 22                                                           | D                                         | Lister Hill                               | Lister Hill (1894–1984)                   | 10 januari 1938  | 3 januari 1969   | 1938 (2)     |                |
| 22                                                           | D                                         | Lister Hill                               | Lister Hill (1894–1984)                   | 10 januari 1938  | 3 januari 1969   | 1944         |                |
| 22                                                           | D                                         | Lister Hill                               | Lister Hill (1894–1984)                   | 10 januari 1938  | 3 januari 1969   | 1950         |                |
| 22                                                           | D                                         | Lister Hill                               | Lister Hill (1894–1984)                   | 10 januari 1938  | 3 januari 1969   | 1956         |                |
| 22                                                           | D                                         | Lister Hill                               | Lister Hill (1894–1984)                   | 10 januari 1938  | 3 januari 1969   | 1962         |                |
| 23                                                           |                                           | James Allen                               | James Allen (1912–1978)                   | 3 januari 1969   | 1 juni 1978      | D            | 1968           |
| 23                                                           | 1974                                      | James Allen                               | James Allen (1912–1978)                   | 3 januari 1969   | 1 juni 1978      | D            |                |
| Vacant                                                       |                                           |                                           |                                           |                  |                  |              |                |
| 24                                                           |                                           | Maryon Pittman Allen                      | Maryon Pittman Allen (1925–2018)          | 8 juni 1978      | 8 november 1978  | D            |                |
| 25                                                           |                                           | Donald Stewart                            | Donald Stewart (1940)                     | 8 november 1978  | 1 januari 1981   | D            | 1978           |
| 26                                                           |                                           | Jeremiah Denton                           | Jeremiah Denton (1924–2014)               | 1 januari 1981   | 3 januari 1987   | R            | 1978           |
| 26                                                           | R                                         | Jeremiah Denton                           | Jeremiah Denton (1924–2014)               | 1 januari 1981   | 3 januari 1987   | 1980         |                |
| 27                                                           |                                           | Richard Shelby                            | Richard Shelby (1934)                     | 3 januari 1987   | 3 januari 2023   | D (1987–94)  | 1986           |
| 27                                                           | 1992                                      | Richard Shelby                            | Richard Shelby (1934)                     | 3 januari 1987   | 3 januari 2023   | D (1987–94)  |                |
| 27                                                           | R (1994–22)                               | Richard Shelby                            | Richard Shelby (1934)                     | 3 januari 1987   | 3 januari 2023   |              |                |
| 27                                                           | 1998                                      | Richard Shelby                            | Richard Shelby (1934)                     | 3 januari 1987   | 3 januari 2023   |              |                |
| 27                                                           | 2004                                      | Richard Shelby                            | Richard Shelby (1934)                     | 3 januari 1987   | 3 januari 2023   |              |                |
| 27                                                           | 2010                                      | Richard Shelby                            | Richard Shelby (1934)                     | 3 januari 1987   | 3 januari 2023   |              |                |
| 27                                                           | 2016                                      | Richard Shelby                            | Richard Shelby (1934)                     | 3 januari 1987   | 3 januari 2023   |              |                |
| 28                                                           |                                           | Katie Britt                               | Katie Britt (1982)                        | 3 januari 2023   | heden            | R            | 2022           |

Alabama: Tuberville (R) · Britt (R)
Alaska: Murkowski (R) · Sullivan (R)
Arizona: Kelly (D) · Gallego (D)
Arkansas: Boozman (R) · Cotton (R)
Californië: Padilla (D) · Schiff (D)
Colorado: Bennet (D) · Hickenlooper (D)
Connecticut: Blumenthal (D) · Murphy (D)
Delaware: Coons (D) · Blunt Rochester (D)
Florida: R. Scott (R) · Moody (R)
Georgia: Ossoff (D) · Warnock (D)
Hawaï: Schatz (D) · Hirono (D)
Idaho: Crapo (R) · Risch (R)
Illinois: Durbin (D) · Duckworth (D)
Indiana: Young (R) · Banks (R)
Iowa: Grassley (R) · Ernst (R)
Kansas: Moran (R) · Marshall (R)
Kentucky: McConnell (R) · Paul (R)
Louisiana: Cassidy (R) · Kennedy (R)
Maine: Collins (R) · King (O)
Maryland: Van Hollen (D) · Alsobrooks (D)
Massachusetts: Warren (D) · Markey (D)
Michigan: Peters (D) · Slotkin (D)
Minnesota: Klobuchar (D) · Smith (D)
Mississippi: Wicker (R) · Hyde-Smith (R)
Missouri: Hawley (R) · Schmitt (R)
Montana: Daines (R) · Sheehy (R)
Nebraska: Fischer (R) · Ricketts (R)
Nevada: Cortez Masto (D) · Rosen (D)
New Hampshire: Shaheen (D) · Hassan (D)
New Jersey: Booker (D) · Kim (D)
New Mexico: Heinrich (D) · Luján (D)
New York: Schumer (D) · Gillibrand (D)
North Carolina: Tillis (R) · Budd (R)
North Dakota: Hoeven (R) · Cramer (R)
Ohio: Moreno (R) · Husted (R)
Oklahoma: Lankford (R) · Mullin (R)
Oregon: Wyden (D) · Merkley (D)
Pennsylvania: Fetterman (D) · McCormick (R)
Rhode Island: Reed (D) · Whitehouse (D)
South Carolina: Graham (R) · T. Scott (R)
South Dakota: Thune (R) · Rounds (R)
Tennessee: Blackburn (R) · Hagerty (R)
Texas: Cornyn (R) · Cruz (R)
Utah: Lee (R) · Curtis (R)
Vermont: Sanders (O) · Welch (D)
Virginia: Warner (D) · Kaine (D)
Washington: Murray (D) · Cantwell (D)
West Virginia: Moore Capito (R) · Justice (R)
Wisconsin: Johnson (R) · Baldwin (D)
Wyoming: Barrasso (R) · Lummis (R)
(D): Democraat · (R): Republikein · (O): Onafhankelijk